# Igor Kuzmin
Igor Kuzmin (* 23. November 1982 in Narva) ist ein estnischer Ruderer.

## Sportliche Erfolge
Seinen ersten internationalen Einsatz hatte Kuzmin bei den Junioren-Weltmeisterschaften 2000 in Zagreb. Er belegte dort im Einer den zwölften Platz. 2002 startete er im estnischen Doppelvierer bei den Weltmeisterschaften in Sevilla. Das estnische Team – in der Besetzung Silver Sonntak, Andrei Silin, Tõnu Endrekson, Igor Kuzmin – gewann das B-Finale und belegte somit am Ende den siebten Platz. Bei den Ruder-Weltmeisterschaften 2003 ging er mit Andrei Jämsä im Doppelzweier an den Start. Das Duo erkämpfte den neunten Platz. Im folgenden Jahr wechselte er wieder in den Doppelvierer, mit dem er den zweiten Platz beim Weltcup in Oberschleißheim belegten konnte. Bei den Olympischen Sommerspielen 2004 in Athen erreichten sie jedoch nur das B-Finale und wurden Neunte. Nachdem er die folgenden zwei Jahre im Einer und Doppelzweier nur mäßige Erfolge erringen konnte, kehrte er bei den Ruder-Weltmeisterschaften 2006 in Eton wieder in den Doppelvierer zurück. Zusammen mit Tõnu Endrekson, Allar Raja und Andrei Jämsä gewann er mit der Bronzemedaille seine erste internationale Medaille. Bei den Ruder-Weltmeisterschaften 2007 und den Europameisterschaften belegte er mit dem estnischen Doppelvierer den achten und den fünften Platz. Bei den Olympischen Sommerspielen 2008 in Peking kam das estnische Boot in der Besetzung Igor Kuzmin, Vladimir Latin, Allar Raja, Kaspar Taimsoo auf dem neunten Rang ins Ziel.